# Rečica (kanton sarajewski)
Rečica – wieś w Bośni i Hercegowinie, w Federacji Bośni i Hercegowiny, w kantonie sarajewskim, w gminie Novi Grad. W 2013 roku liczyła 332 mieszkańców, z czego większość stanowili Boszniacy.